# サミュエル・ジョージ・モートン
サミュエル・ジョージ・モートン（Samuel George Morton、1799年 - 1851年）はアメリカ合衆国の医師、科学者。ペンシルベニア州・フィラデルフィア生まれ。1839年から1843年までペンシルベニア大学で解剖学の教授を務めた。またさまざまな人種の頭蓋骨を1000個以上収集し、その容積の序列が知能の序列になるとみなして、白人（西ヨーロッパ人＞ユダヤ人）＞モンゴロイド≧アメリカ先住民＞黒人という序列が成り立つことを示した。これは客観的なデータから導き出された科学的事実として当時の社会に受け入れられ、南北戦争前のアメリカ合衆国南部では黒人を奴隷とすることの正当化としても使われた。
しかし1970年代に入り、スティーヴン・ジェイ・グールドがモートンのデータを計測しなおし、モートンが自らの偏見を裏付けるようなデータを選択するなどデータの操作が見られること（白人のデータから小柄な民族を除外し、アメリカ先住民のデータに小柄な民族を多めに含める、イギリス人のサンプルはすべて男性を選びコイコイ人のサンプルにはすべて女性を選んで比較する、など）をつきとめた。グールドはモートンの持つサンプルをもとにしたとしても、人種ごとの頭蓋骨容積にほぼ違いはなく、身体の大きさと頭蓋骨容積がほぼ比例しているために人種差や男女差が出ているに過ぎないことを明らかにした。
2011年、ペンシルベニア大学はモートンの頭蓋の再測定を行った。その結果は、モートンが誤魔化しを行ったとするスティーヴン・ジェイ・グールドの主張を否定するものであった。
2014年、ペンシルベニア大学の哲学教授マイケル・ワインズバーグは再調査を行い、「モートンの測定における人種的バイアスはある」と結論づけた。